# Gemeinde St. Martin am Silberberg
Die Gemeinde St. Martin am Silberberg war eine Gemeinde im Kärntner Bezirk Sankt Veit an der Glan, die von 1850 bis 1865 sowie neuerlich ab 1922 bestand. Im Zuge der Gemeindestrukturreform 1973 wurde die Gemeinde endgültig aufgelöst und an die Gemeinde Hüttenberg angeschlossen.

## Geografie

### Lage
Die Gemeinde lag im Nordosten des Bezirks Sankt Veit an der Glan, im Norden der heutigen Gemeinde Hüttenberg. Ihre Fläche betrug etwa 18,4 km².

### Gliederung
Die Gemeinde umfasste lediglich die Katastralgemeinde St. Martin am Silberberg mit der Ortschaft St. Martin am Silberberg.

## Geschichte

### 1850 bis 1865
Im Zuge der Verwaltungsreformen nach der Revolution 1848/49 wurde 1850 aus der Steuergemeinde St. Martin, die zuvor den Steuerbezirk Silberberg gebildet hatte, die Gemeinde St. Martin am Silberberg errichtet. Die Gemeinde gehörte ab 1850 zum politischen Bezirk Sankt Veit an der Glan und zum Gerichtsbezirk Althofen. Ab 1854 gehörte sie zum Gemischten Bezirk Althofen, bis sie 1865 aufgelöst und an die Gemeinde Hüttenberg angeschlossen wurde.

### 1922 bis 1973
1922 wurde die Gemeinde St. Martin am Silberberg neu gegründet, nun als Teil des Gerichtsbezirks Eberstein, in dem sie bis zu ihrer Auflösung verblieb. 1973 wurden die gesamte Gemeinde mit damals 180 Einwohnern an die Gemeinde Hüttenberg angeschlossen.

## Persönlichkeiten
- Kilian Schauß (1909–1942), Bäcker und Holzarbeiter, Widerstandskämpfer, ermordet im Strafgefängnis Berlin-Plötzensee

## Bevölkerungsentwicklung
Für die Gemeinde wurden zur Zeit ihres Bestehens folgende Einwohnerzahlen angegeben:

### 1850 bis 1865
- 1849: 287 Einwohner[2]
- 1865: 308 Einwohner

### 1922 bis 1973
- 1923: 275 Einwohner, 55 Häuser[3]
- 1934: 287 Einwohner[4]
- 1961: 237 Einwohner, 51 Häuser[5]
- 1971: 180 Einwohner[1]

Zum Vergleich: 2021 lebten nur mehr 70 Personen auf dem ehemaligen Gemeindegebiet.